# Wenzel Albin von Helfenburg
Wenzel Albin von Helfenburg (tschech. Václav Albín (Bílek) z Helfenburka) (* um 1500; † 1577 Krummau) war Archivar und Kanzler der Herren von Rosenberg.
Der Sohn eines nicht näher bekannten Untertans der Rosenberger absolvierte sein Hochschulstudium vermutlich an einer italienischen Universität. Seit 1522 war er in der Herrschaftskanzlei der Rosenberger tätig. 1539 übernahm er die Leitung der Kanzlei, zu der auch die Finanzverwaltung gehörte, und bekleidete dieses Amt bis zu seinem Tod im Jahr 1577. Václav Albín war auch der erste bekannte Archivar der Rosenberger, dem einige Schreiber und zwei Sekretäre unterstanden (ein tschechischer, ein deutscher). In den 40er-Jahren des 16. Jahrhunderts ordnete er die Urkunden seiner Herrschaft und nahm sie in ein Inventar auf. Gleichzeitig machte er sich auch einen Namen als vorzüglicher Organisator, der die Geschäfte des Hauses bei Abwesenheit seines Herren Wilhelm von Rosenberg leitete. 1555 wurde er gemeinsam mit seinen Söhnen Thomas und Johann in den Vladikenstand erhoben.